# Segunda batalla de Tabasco
La Segunda batalla de Tabasco, también conocida como Batalla de San Juan Bautista, fue un enfrentamiento armado librado del 15 al 16 de junio de 1847 durante la primera intervención estadounidense en México, como parte del bloqueo de puertos mexicanos en el golfo de México por los Estados Unidos. 

## Antecedentes
El Comodoro Matthew Perry, comandante del Home Squadron de los Estados Unidos había logrado recientemente la captura las ciudades portuarias de Tuxpan y Ciudad del Carmen. Luego de ello, decidió trasladar sus fuerzas contra la ciudad de San Juan Bautista (hoy Villahermosa), la capital del estado de Tabasco. 
Para esas fechas, los estadounidenses tenían bloqueado además de Frontera, a Palizada, El Carmen y Coatzacoalcos, impidiendo el intercambio comercial con Tabasco. Ante la amenaza inminente, de que los estadounidenses atacarían de nuevo la capital del estado, el gobernador Justo Santa Anna, decidió cambiar los poderes e instalarse junto con los principales representantes civiles, en Tacotalpa, que fue nombrada capital de Tabasco.
Perry había recibido informes de que el comandante mexicano en Tabasco había ordenado el fortalecimiento de las defensas de la ciudad y la creación de obstáculos en el río Tabasco (actual río Grijalva). Perry reunió a la "Flota Mosquito" en junio y comenzó a avanzar hacia el Grijalva con sus 47 barcos de remolque que transportaban a 1173 elementos de fuerza de aterrizaje.
Por su parte, las autoridades tabasqueñas construyeron el "Fuerte de Iturbide", se reforzó el "Fuerte de Acachapan", se colocaron vigías y francotiradores y en Acachapan el Grijalva fue obstruido por la fuerza tabasqueña con pedazos de lanchones, árboles y cadenas, para evitar el paso de la flota estadounidense.
| Buques utilizados por los estadounidenses durante la batalla | Comandantes de nave       |
| Vapor "Scorpions"                                            | Comodoro Matthew C. Perry |
| Vapor "Spid Fire"                                            | Comandante Porter         |
| Vapor "Washington"                                           | Comandante Biguelow       |
| Bombardero "Edna"                                            | Comandante Van Brunt      |
| Bergantín "Vesubio"                                          | Capitán Edson             |
| Bergantín "Stromboli"                                        | Comandante Mackenzie      |

## Batalla
La flota se trasladó lentamente sobre el río, durante su viaje fue recibida en varias ocasiones por el fuego de francotiradores mexicanos a lo largo de la orilla del río. El 15 de junio, a 19 km por debajo de San Juan Bautista, se produjo una emboscada mexicana que la flota estadounidense evitó con poca dificultad. Una vez más en una curva conocida como la "Curva del Diablo", Perry fue atacado por fuerzas mexicanas que defendían su posición desde un reducto conocido como "La Colmena". Los pesados cañones navales dispersaron rápidamente las fuerzas mexicanas, pero la flota, bloqueada por los obstáculos del río, quedó atorada en la curva. Durante la exploración de los obstáculos por las fuerzas estadounidenses con el fin de liberar a su flota, uno de sus oficiales fue atacado a balazos y herido. Perry decidió entonces dejar la flota y enviar a su infantería, que marchó contra la ciudad desde la orilla.
El 16 de junio, Perry decidió desembarcar antes de la entrada a la ciudad, y continuar avanzando por tierra llevando 4 piezas de artillería terrestre, para tal fin abrió un breve bombardeo desde la orilla del río Grijalva, y dejó al Teniente David Dixon Porter al mando de los buques. Las tropas estadounidenses siguieron sobre la ruta que se encontraba cerca del reducto llamado "La Colmena", y en poco tiempo se encontraron con una fortificación mexicana conocida como el Fuerte Acachapan que tenía una cantidad de 900 efectivos, bajo el mando del Coronel Hidalgo Claro.
Entre tanto el teniente Porter logró destruir los obstáculos del río y avanzó hasta la posición de Perry. Justo cuando Perry se aproximaba a las defensas mexicanas, por confusión los hombres de Porter abrieron fuego contra las tropas estadounidenses de Perry causándoles algunas bajas. El error fue subsanado rápidamente, y Porter siguió avanzando río arriba, llegando al Fuerte Iturbide. Dos buques estadounidenses bordearon el fuerte y empezaron a bombardear. El general Domingo Echegaray, ordenó al general Miguel Bruno que abandonara el fortín para dirigirse al Cuartel General en la capital, este error del comandante Echegaray fue definitivo, Porter llevó 60 infantes de marina que se apoderaron de la fortaleza. Esto resultó ser decisivo, pues los invasores formaron un segundo flanco de ataque a la capital San Juan Bautista, este por tierra.
Perry se presentó en la capital, atacándola por tierra, mientras que Porter lo hacía desde el río, lo que provoca fuertes combates en la ciudad. La fuerza que defendía la capital estaba dirigida por el teniente coronel Alejandro García y estaba constituido por residentes y milicianos de la ciudad, gente de Acachapan, Ceiba, La Colmena, la Chontalpa, la Sierra y el Batallón de Acayucan,
Perry y la fuerza anfibia llegaron y bombardearon inmisericordemente la ciudad de San Juan Bautista, destruyéndola prácticamente, provocando la huida de las autoridades tabasqueñas hacia la villa de Tacotalpa que fue nombrada capital del estado, mientras que el coronel Domingo Echegaray con 111 soldados y 115 civiles se refugiaron en el pueblo de Tamulté de las Barrancas. Finalmente las tropas estadounidenses tomaron el control de la ciudad en un combate que duró alrededor de 2 horas. La bandera estadounidense fue izada en la casa de gobierno a las 11:50 de la mañana.
Después de tomar la capital San Juan Bautista, el Comodoro Perry nombró al General Gershom J. Van Brunt Gobernador de Tabasco.

## Consecuencias
Con la captura del último puerto mexicano en la costa del Golfo, el coronel Echagaray se retiró río arriba, aunque subsistieron las bandas guerrilleras mexicanas que hostigaban al invasor. Perry dejó una guarnición en Tabasco encabezada por el propio Vant Brunt al que nombró gobernador del estado, pero la fiebre amarilla y el constante hostigamiento por parte de la guerrilla tabasqueña encabezada por Miguel Bruno, que operaba sobre todo por las noches, matando a soldados estadounidenses, provocó que el Perry ordenara retirar la guarnición militar 35 días después de su llegada, aunque creyó conveniente mantener el bloqueo de la ciudad.